# Edson Domínguez
Edson Domínguez Díaz (Cajamarca, 6 de abril de 1971) es un exfutbolista peruano, integrante de la selección de fútbol de Perú e importante jugador de Universitario de Deportes. Actualmente tiene 53 años. 
Tiene un gran parecido físico con los exfutbolistas Óscar Ibáñez y Alfonso Dulanto, quienes fueron sus compañeros de equipo en Universitario.

## Trayectoria
Edson Domínguez fue un defensa con proyección hacia el ataque. 
En Perú militó desde muy joven en el UTC de Cajamarca, jugando en la Copa Perú y luego en la Primera División.
Sigue su carrera deportiva en el Club Deportivo San Agustín de San Isidro, donde logra el Campeonato de 1986 bajo la dirección de Fernando Cuéllar.  Sus actuaciones lo llevan a ser considerado para integrarse al Club Universitario de Deportes, convirtiéndose en pieza importante del equipo crema en los años 1990, junto al Puma Carranza y a Roberto Martínez. Juega por la U hasta el año 2004, destacando como defensa central en los campeonatos nacionales, en la Copa Libertadores y  en la Copa Sudamericana. 
Posteriormente militaría en el Atlético Universidad de Arequipa.
Fue también integrante la selección peruana de fútbol.

### Clubes
- Universidad Técnica de Cajamarca
- Deportivo San Agustín
- Deportivo Marte
- Universitario
- Atlético Universidad

## Palmarés
- Liga peruana de fútbol
  - Tricampeón con Universitario de Deportes (1998-1999-2000)